# Tymovskoïe
Tymovskoïe (en russe : Тымовское) est une ville, capitale du raïon de Tymovskoïe, lui-même situé dans l'oblast de Sakhaline, à l'est de la Russie.

## Histoire
La ville de Tymovskoïe a été fondée par Anton Derbine, en 1880, sous le nom de Derbinskoïe. Comme le reste de l'oblast, la plupart des habitants étaient des prisonniers, politiques ou non, exilés aux confins de l'Empire Russe. Anton Tchekhov, qui a fait un voyage au Sakhaline dans les années 1890, donne un aperçu de la ville d'époque et décrit la ville dans son livre intitulé L'Île de Sakhaline.
Pendant la guerre russo-japonaise de 1904-1905, où l'île de Sakhaline fut un endroit important de la guerre, la région autour de Derbinskoïe fut occupée par les troupes japonaises. À la fin de la guerre les Japonais occupèrent le sud Sakhaline. Puis, après la révolution d'octobre de 1917, les Japonais, soucieux d'annexer l'île Sakhaline, occupèrent à nouveau l'île entière. Ce n'est qu'en mai 1925 que le nord de l'île de Sakhaline — et donc Tymovskoïe — est restitué à l'URSS.
En 1928, la ville devient la capitale du Raïon de Rykovsky. Ce n'est qu'en 1949 que la ville change de nom pour devenir Tymovskoïe. C'est également à cette date que le raïon change de nom pour devenir le Raïon de Tymovskoïe. En 1963, Tymovskoïe obtient le statut d'espace urbain.

## Géographie

### Administration et démographie
Tymovskoïe est la capitale du Raïon de Tymovskoïe qui est formé de l'okroug urbain de Tymovskoïe. Si le raïon possède 16 212 habitants en 2010, la ville en possède 7 855. La ville représente donc plus d'un tiers de la population du raïon. Le territoire est peu densément peuplé avec une moyenne de 2,6 hab./km2.

### Climat
La ville de Tymovskoïe bénéficie d'un climat tempéré mais froid. De fortes averses s'abattent toute l'année sur Tymovskoïe. Même lors des mois les plus secs, les précipitations restent assez importantes. Cet emplacement est classé comme Dfb par Köppen et Geiger. En moyenne la température est de −0,1 °C. Chaque année, les précipitations sont en moyenne de 669 mm.

## Économie

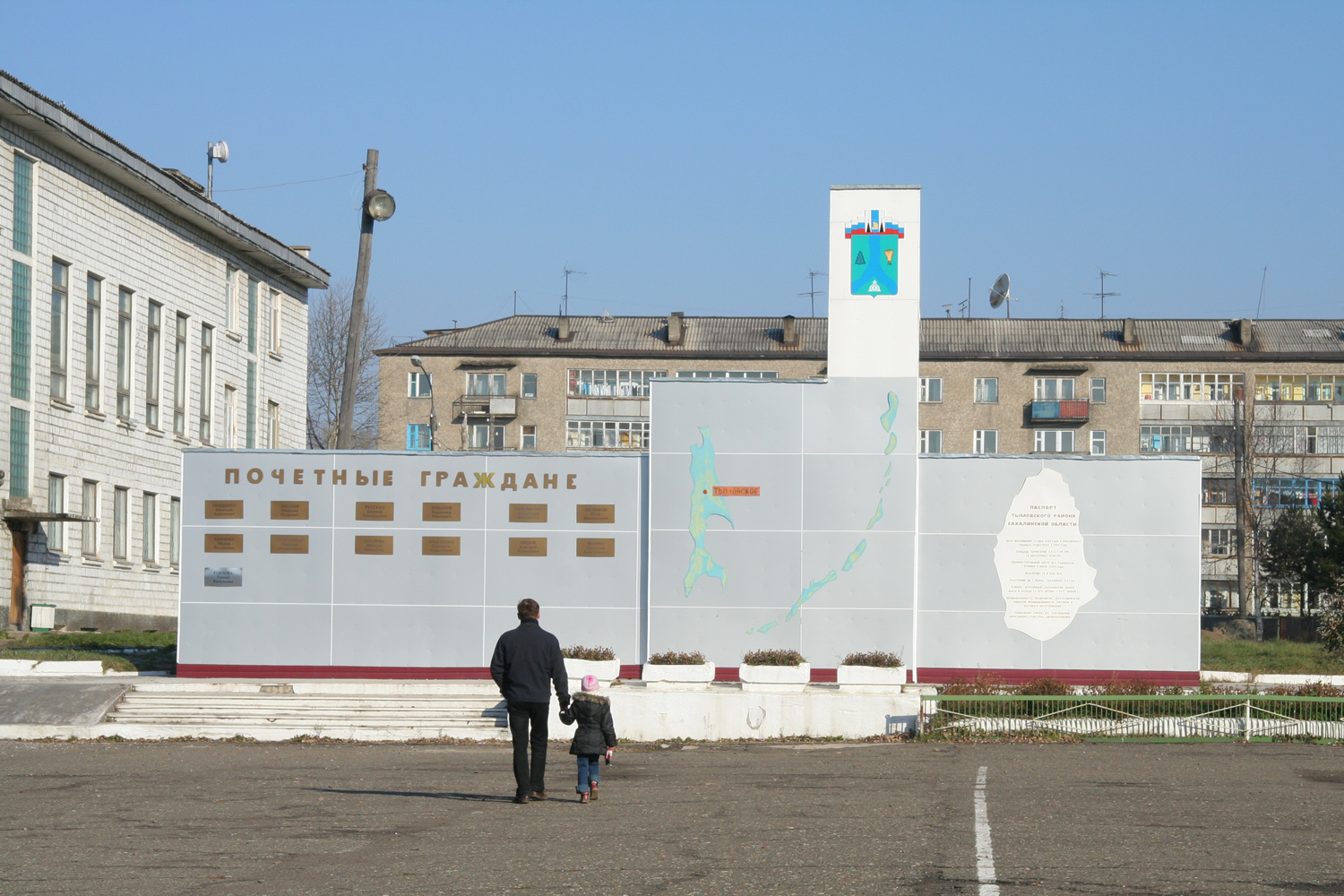

Les principales industries de la ville sont aujourd'hui la production de bois et la transformation des aliments. La municipalité est desservi par le chemin de fer de Sakhaline. La gare Tymovsk se situe sur la ligne à destination de Nogliki. La construction de la voie ferrée a atteint Tymovskoïe dans les années 1970. On y trouve le plus grand dépôt de locomotive pour la section nord.
La route R487 reliant Ioujno-Sakhalinsk à Aleksandrovsk-Sakhalinski via Poronaïsk et Palevo passe également par Tymovskoïe ; la route menant à Nogliki et Okha sur la côte est de l'île passe également ici, à  proximité du Tym.

## Personnalités liées à Tymovskoïe
- Bronisław Piłsudski (1866-1918), ethnologue polonais, condamné à quinze ans de travaux forcés pour l'assassinat planifié du tsar Alexandre III, purgea une partie de sa peine à Rykovskoye[4].